# Yigoga amasina
Yigoga amasina là một loài bướm đêm trong họ Noctuidae.